# グルカン 1,3-β-グルコシダーゼ
グルカン 1,3-β-グルコシダーゼ(Glucan 1,3-beta-glucosidase、EC 3.2.1.58)は、系統名はを3-β-D-グルカン グルコヒドロラーゼ(3-beta-D-glucan glucohydrolase)という酵素である。以下の化学反応を触媒する。
(1→3)β-D-グルカンの非還元末端をβ-グルコース単位で連続して加水分解し、α-グルコースを遊離させる
オリゴ糖にも作用するが、ラミナリビオースへの作用は非常にゆっくりである。